# Símbolos de Tokio
La ciudad japonesa de Tokio tiene dos emblemas oficiales: el monshō ("cresta") y el shinboru ("símbolo"). La cresta es un sol estilizado de seis rayos con un punto en el centro, mientras que el símbolo es una hoja estilizada de Ginkgo biloba.
La ciudad tiene dos banderas oficiales, con cada emblema.

## Cresta metropolitana
La cresta de la metrópoli de Tokio (東京都紋章 Tōkyō-to Monshō?) fue adoptado el 2 de noviembre de 1943, en virtud del Anuncio Metropolitano No. 464 (告示第464号?). Es el mismo que el escudo de la antigua ciudad de Tokio, decidido por el ayuntamiento en diciembre de 1889. Se cree que fue diseñado por Hiromoto Watanabe (渡辺洪基 Watanabe Hiromoto?), un concejal de la ciudad.
La cresta muestra un sol de seis rayos (que, como un círculo lleno de rojo sin rayos ni puntos, está en el centro de la bandera nacional de Japón), con un punto en el centro que representa a Tokio como el centro metafórico de Japón. Como ocurre con la mayoría de los escudos de prefecturas de Japón, su color no está designado. El escudo también puede interpretarse como una versión del kanji 京 (kyō) de 東京 (Tokio), pero el anuncio metropolitano no explica como tal.

### Como bandera
La bandera de la metrópoli de Tokio (東京都旗 Tōkyō-to-ki?) fue adoptada el 1 de octubre de 1964, bajo el Anuncio Metropolitano No. 1042 (告示第1042号). Cuenta con un escudo metropolitano blanco en el centro. El color de fondo es el púrpura Edo (江戸紫, Edo murasaki), que era popular en Edo, el nombre de Tokio durante el período Edo. Este tono de púrpura es uno de los colores tradicionales de Japón y es casi idéntico al indigo web.

## Símbolo metropolitano
El símbolo de la metrópoli de Tokio (東京都のシンボルマーク Tōkyō-to no Shinboru Māku?) fue adoptado el 1 de junio de 1989, bajo el Anuncio Metropolitano No. 577 (告示第577号).
El diseño fue seleccionado por el Comité de Selección del Símbolo Metropolitano de Tokio (東京都シンボルマーク選考委員会?) entre 20 candidatos. El diseño ganador fue creado por Rei Yoshimura (レイ吉村?), un diseñador gráfico profesional.
El símbolo verde intenso consta de tres arcos combinados para parecerse a una hoja de ginkgo, el árbol metropolitano, y representa la T de Tokio.

### Como bandera
La bandera del símbolo de la metrópoli de Tokio (東京都のシンボルマーク Tōkyō-to no Shinboru Māku?) fue adoptada el 30 de septiembre de 1989, bajo el Anuncio Metropolitano No. 978 (告示第978号?). Presenta un símbolo metropolitano de color verde intenso en el centro. El color de fondo es blanco.

## Usos
Ambos emblemas y sus correspondientes banderas son las insignias oficiales de Tokio. El Escudo Metropolitano y la Bandera Metropolitana son más antiguos y se utilizan en ocasiones más formales. También se utilizan en objetos tradicionales o históricos, así como en cosas de mayor duración de uso.
Por otro lado, el símbolo metropolitano y la bandera del símbolo metropolitano son los más utilizados, incluido su sitio web oficial, los autobuses y trenes operados por el metropolitano.